# Dossiers inexpliqués
 (décembre 2015).
Si vous disposez d'ouvrages ou d'articles de référence ou si vous connaissez des sites web de qualité traitant du thème abordé ici, merci de compléter l'article en donnant les références utiles à sa vérifiabilité et en les liant à la section « Notes et références ».
Dossiers inexpliqués est une série d'ouvrages de Joslan F. Keller, lancée par Scrinéo en 2014, qui présente des histoires authentiques présentées comme résistant encore à toute explication rationnelle.

## Le concept initial
Dans cette série d'ouvrages, Joslan F. Keller n'a retenu que des histoires authentiques qui ont pour point commun de n'avoir aucune explication connue à ce jour. Volontairement, il a écarté les récits peu documentés, les légendes et les rumeurs. Par ailleurs, il a privilégié des dossiers moins connus que les affaires généralement présentées dans le domaine de l'étrange (Yéti, Triangle des Bermudes et autre monstre du Loch Ness).
- Dossiers inexpliqués, tome 1, éditions Scrinéo, Paris, 2014
- Dossiers inexpliqués, tome 2, éditions Scrinéo, Paris, 2015

## La démarche
Dans les deux tomes, Joslan F. Keller consacre chacun des 15 chapitres à un dossier inexpliqué spécifique. Après avoir retracé l'histoire liée au dossier, il passe en revue toutes les hypothèses possibles, de la plus plausible à la plus saugrenue. 
Mais n'ayant pas la prétention de clore ces dossiers par une explication définitive, Joslan Keller laisse les lecteurs se forger leur propre jugement à partir de toutes les informations fournies. 
Celles-ci sont associées à un blog dédié, www.dossiersinexpliques.com sur lequel l'auteur affiche une partie de sa documentation et des compléments d'enquêtes, et propose son analyse sur des dossiers mineurs.

## Les thématiques abordées
- Les apparitions inexpliquées
- Les disparitions déroutantes
- Les personnages mystérieux
- Les lieux troublants
- Les objets énigmatiques

## La liste des dossiers

### Tome 1
- Le cadavre de Somerton Beach
- Qui était vraiment D. B. Cooper ?
- Le naufragé silencieux de Sandy Cove
- Mortelle randonnée au col Dyatlov
- Le pont des chiens suicidaires
- Le château de Lunéville est-il maudit ?
- Les créatures de Varginha
- Les enfants verts de Woolpit
- Les deux Anglaises et les fantômes du Trianon
- Triple disparition aux Iles Flannan
- Qu’est devenu le bataillon de Norfolk ?
- Le mystère du yacht fantôme
- L’escalier merveilleux de Santa Fe
- L’artefact impossible d’Auit
- L’indéchiffrable manuscrit de Voynich
- Le voyageur égaré de Times Square

### Tome 2
- Qu’est devenu le vol 370 de la Malaysia Airlines ?
- Les six garçons perdus de Pickering
- L’inexplicable affaire Leprince
- La disparition de Frederick Valentich
- Donnie Decker, escroc ou vraiment possédé ?
- L’inconnue de la vallée d’Isdalen
- L’étrange pouvoir d’Étienne Bottineau
- L’OVNI d’Orly
- La dame blanche du château de Veauce
- L’énigme du Parmelan
- La mort impensable d'Elisa Lam au Cecil Hotel
- L’introuvable « Cité de Dieu » provençale
- Le manteau miraculeux de Notre-Dame de Guadalupe
- La chaise maudite de Thomas Busby
- Annabelle, la poupée de la terreur